# Phare de Brønnøysund
Le phare de Brønnøysund (en norvégien : Brønnøysund fyr) ou phare de Prestoyan est un feu côtier de la commune de Brønnøy, dans le Comté de Nordland (Norvège). Il est géré par l'administration côtière norvégienne (en norvégien : Kystverket).

## Histoire
Le phare est situé sur la petite île de Buholmen à environ 1 km au nord-ouest du port de Brønnøysund.
Le premier phare, construit en 1862, est une tour carrée en bois attachée au front d'une maison d'un gardien. D'une hauteur approximative de 12 m, sa lanterne a été remplacée par une grande pièce d'observation. Le phare est peint blanc. Il est inactif depuis 1935.
Le petit phare actuel, mis en service en 1935, a été construit à côté du premier phare.

## Description
Le phare  est une tourelle conique de 6 mètres de haut, avec une petite galerie et lanterne. La tour est peinte en blanc et le dôme de la lanterne est rouge. Son feu à occultations émet, à une hauteur focale de 8,5 mètres, trois éclats (blanc, rouge et vert selon différents secteurs) toutes les 10 secondes. Sa portée nominale est de 8 milles nautiques (environ 15 km) pour le feu blanc, 6 pour le feu rouge et 5 pour le feu vert.
Identifiant : ARLHS : NOR-062 ; NF-5891 - Amirauté : L2074 - NGA : 9420 .

### Lien connexe
- Liste des phares de Norvège